# William Emet Blatz
William Emet Blatz (Hamilton, 30 giugno 1895 – Toronto, 1º novembre 1964) è stato uno psicologo canadese, esperto in psicologia dello sviluppo.
Blatz è ricordato per la "teoria della sicurezza", dove si pone l'enfasi sull'importanza delle esperienze di vita precoci per lo sviluppo del bambino. Egli riteneva che le cure ricevute dal bambino nei primi anni di vita fossero fondamentali per formare una base sicura per le esperienze successive. Inoltre, Blatz riteneva che nessun bambino e nessuno adulto potesse sentirsi a lungo insicuro senza che questo avesse delle ricadute sulla sua salute mentale. Da Blatz l'allieva Mary Ainsworth apprese i concetti della "teoria della sicurezza", concetti utilizzati fin dal lontano 1936, quando Ainsworth iniziò il dottorato in psicologia. È importante ricordare che la sua tesi dottorato intitolata Valutazione dell'adattamento con riferimento al concetto di sicurezza, fu il primo testo in cui comparve il concetto di base sicura, sebbene in riferimento alla famiglia e non a una specifica figura di attaccamento.
William Emet Blatz nacque nel 1895 ad Hamilton, Ontario, da genitori tedeschi. Nel 1916 ottenne un B.A. all'Università di Toronto. L'anno seguente ottenne un master in fisiologia nella medesima Università, ma non venne ammesso nelle forze armate canadesi poiché i suoi genitori erano cittadini tedeschi, e quindi considerati potenzialmente dei nemici. 
Negli anni 1917-18 partecipò ad un progetto di riabilitazione per veterani di guerra vittime di traumi, diretto da E.A. Bott. Nel 1921 ottenne un M.B. all'University of Toronto Medical School. Nel 1922, Blatz sposò Margery Rowland.
Negli anni 1921-24 frequentò il Dipartimento di Psicologia dell'Università di Chicago come studente di dottorato e ivi ottenne nel 1924 il Ph.D. Nello stesso anno venne incaricato di dirigere il new child study project, fondato da Laura Spelman Rockefeller Memorial Foundation e sponsorizzato dal Canadian National Committee for Mental Hygiene.
Nell'agosto del 1960 Blatz si dimise da Direttore dell'Institute of Child Study. Nel 1963 fu collocato in pensione, ma mantenne il titolo di Emeritus Professor of Psychology.
Blatz morì il primo novembre 1964.

## Opere
- Blatz, W.E. (1924). A Psychological Study of the Emotion of Fear. Chicago: University of Chicago, Department of Psychology.
- Blatz, W.E. (1944). Understanding the young child. Toronto: Clarke, Irwin.
- Blatz, W.E. (1951). Twenty-five years of child study, 1926-1951. Toronto: University of Toronto Press.
- Blatz, W.E. (1966). Human security: some reflections. Toronto: University of Toronto Press.